# Eye Candy
Eye Candy – amerykański serial telewizyjny (dramat, thriller), którego premierowy odcinek został wyemitowany 12 stycznia 2015 roku przez MTV. Serial jest adaptacją książki o tym samym tytule autorstwa Roberta Lawrence Stine’a. Producentem wykonawczym jest Christian Taylor
19 kwietnia 2015 roku, stacja MTV ogłosiła anulowanie serialu po jednym sezonie.

## Fabuła
Bohaterką serialu jest genialna hakerka, Lindy Sampson, która za namową koleżanki postanawia się umawiać na randki przez internet. Po pewnym czasie Lindy ma przeczucie, że jej internetowy adorator jest bardzo niebezpiecznym mordercą.

## Obsada

### Główna
- Victoria Justice jako Lindy Sampson[4]
- Casey Deidrick jako Tommy Calligan[5]
- Harvey Guillen jako George[6]
- Kiersey Clemons jako Sophia[5]
- John Garet Stoker jako Connor[5]

### Role drugoplanowe
- Ryan Cooper jako Jake Bolin
- Melanie Nicholls-King jako Catherine Shaw
- Eric Sheffer Stevens jako Hamish
- Marcus Callender jako detektyw Yeager
- Nils Lawton jako Reese

### Gościnne występy
- Daniel Lissing jako Ben Miller
- Jordyn DiNatale jako Sara Sampson
- Erica Sweaney jako Julia Becker
- Laura Poe jako Susan Becker

## Odcinki
| Sezon | Sezon | Odcinki | Oryginalna emisja MTV | Oryginalna emisja MTV | Oryginalna emisja | Oryginalna emisja | Oryginalna emisja |
| Sezon | Sezon | Odcinki | Premiera sezonu       | Finał sezonu          | Premiera sezonu   | Finał sezonu      |                   |
| ----- | ----- | ------- | --------------------- | --------------------- | ----------------- | ----------------- | ----------------- |
|       | 1     | 10      | 12 stycznia 2015      | 16 marca 2015         | brak danych       | brak danych       |                   |

### Sezon 1 (2015)
| #  | Tytuł | Reżyseria       | Scenariusz                        | Premiera MTV     | Premiera     |
| -- | ----- | --------------- | --------------------------------- | ---------------- | ------------ |
| 1  | K3U   | Russell Mulcahy | Christian Taylor and Emmy Grinwis | 12 stycznia 2015 | nieemitowany |
| 2  | BRB   | Russell Mulcahy | Christian Taylor                  | 19 stycznia 2015 | nieemitowany |
| 3  | HBTU  | Scott Speer     | Meredith Glynn                    | 26 stycznia 2015 | nieemitowany |
| 4  | YOLO  | Scott Speer     | Deanna Kizis                      | 2 lutego 2015    | nieemitowany |
| 5  | IRL   | Nathan Hope     | Robert Port                       | 9 lutego 2015    | nieemitowany |
| 6  | ICU   | Nathan Hope     | Emmy Grinwis                      | 16 lutego 2015   | nieemitowany |
| 7  | SOS   | David Platt     | Adam Lash, Cori Uchinda           | 23 lutego 2015   | nieemitowany |
| 8  | AMA   | David Platt     | Meredith Glynn                    | 2 marca 2015     | nieemitowany |
| 9  | FYEO  | Martha Mitchell | Emmy Grinwis                      | 9 marca 2015     | nieemitowany |
| 10 | A4U   | Martha Mitchell | Christian Taylor                  | 16 marca 2015    | nieemitowany |

## Produkcja
13 września 2013 roku, stacja MTV zamówiła pilotowy odcinek. 11 lutego 2014 roku, stacja MTV oficjalnie zamówiła 1 sezon serialu Eye Candy, który będzie składał się z 10 odcinków